# Liste de ponts du Panama
Cet article présente une liste de ponts remarquables du Panama, tant par leurs caractéristiques dimensionnelles, que par leur intérêt architectural ou historique. 

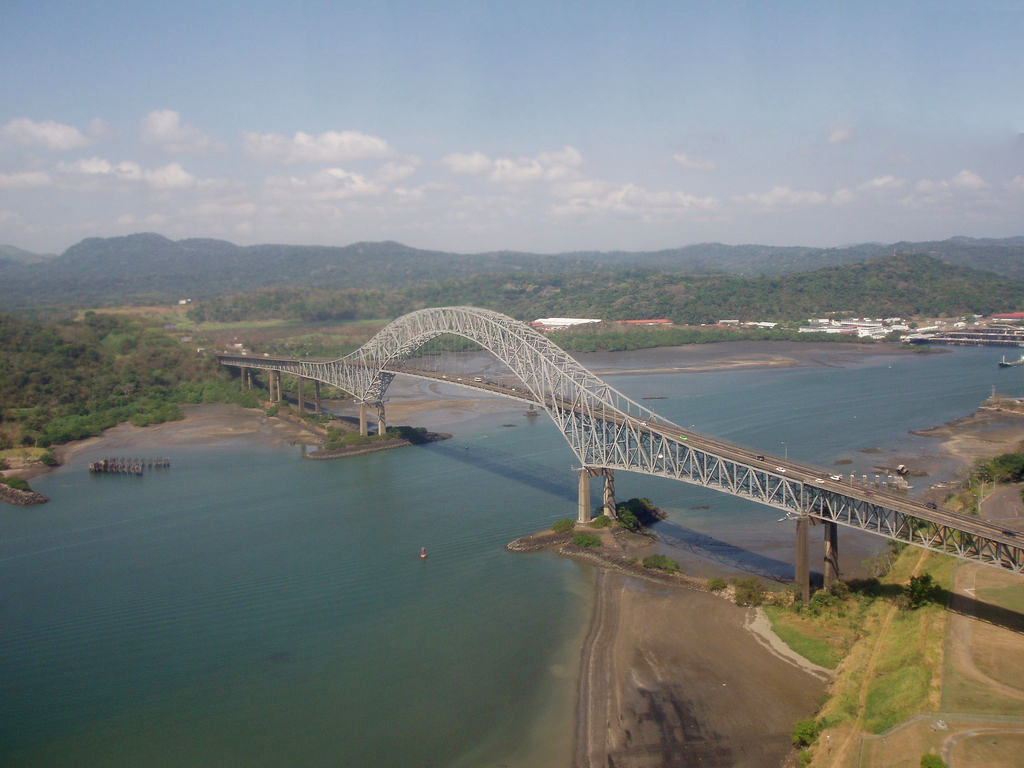
Le pont des Amériques au-dessus du canal de Panama, premier pont permanent entre l'Amérique du Nord et du Sud

La catégorie lien donne la classification de l'ouvrage parmi ceux présentés et propose un lien vers la fiche technique du pont sur le site Structurae, base de données et galerie internationale d'ouvrages d'art. La liste peut être triée selon les différentes entrées du tableau pour voir ainsi les ponts en arc ou les ouvrages les plus récents par exemple.
Les colonnes portée et longueur, exprimées en mètres indiquent respectivement la distance entre les pylônes de la travée principale et la longueur totale de l'ouvrage, viaducs d'accès compris.

## Les grands ponts
Ce tableau présente les ouvrages ayant des portées supérieures à 100 m (liste non exhaustive).
|                        |   | Nom                                       | Portée | Long. | Type                                                                        | Voie portée Voie franchie                      | Date        | Localisation                                  | Province | Ref.  |
| ---------------------- | - | ----------------------------------------- | ------ | ----- | --------------------------------------------------------------------------- | ---------------------------------------------- | ----------- | --------------------------------------------- | -------- | ----- |
|                        | 1 | Pont de l'Atlantique en construction      | 530    | 2820  | Haubané Tablier caisson béton, pylônes béton 230+530+230                    | Canal de Panama Océan Atlantique               | 2018        | Colón 9° 18′ 35,4″ N, 79° 55′ 10,9″ O         | Colón    | [ 1 ] |
| Puente Centenario      | 2 | Pont Centenaire                           | 420    | 1052  | Haubané Tablier caisson béton, pylônes béton, suspension axiale 200+420+200 | Via Centenario Canal de Panama                 | 2004        | Paraíso 9° 01′ 52,2″ N, 79° 38′ 05,5″ O       | Panama   | [ 2 ] |
| Puente de las Américas | 3 | Pont des Amériques                        | 344    | 1655  | Arc Acier, tablier intermédiaire                                            | Carretera Panamá-Arraijan Canal de Panama      | 1962        | Balboa 8° 56′ 35″ N, 79° 33′ 54″ O            | Panama   | [ 3 ] |
|                        | 4 | Pont suspendu sur le Rio Chiriquí détruit | 122    | 200   | Suspendu Pylônes acier                                                      | Chiriquí                                       | 1937        | David                                         | Chiriquí |       |
| Viaducto Marino        | 5 | Viaducto Marino                           | 30     | 2400  | Poutres Béton précontraint                                                  | Corredor Sur Golfe de Panama (Océan Pacifique) | 1998        | Panama 9° 00′ 02,8″ N, 79° 29′ 14,7″ O        | Panama   |       |
|                        | 6 | Pont sur le Bayano                        |        |       | Cantilever Acier                                                            | Corredor Sur Lac Bayano                        | années 1970 | Babita de Perro 9° 10′ 15″ N, 78° 47′ 44,7″ O | Panama   | [ 4 ] |